# Myrsine arenaria
Myrsine arenaria är en viveväxtart som beskrevs av Jackes. Myrsine arenaria ingår i släktet Myrsine och familjen viveväxter. Inga underarter finns listade i Catalogue of Life.